# 829 Wołgo-Tatarski Batalion Piechoty
829 Wołgo-Tatarski Batalion Piechoty (niem. Wolgatartarisches Infanterie-Bataillon 829, ros. 829-й Волжско-татарский пехотный батальон) – oddział wojskowy Wehrmachtu złożony z Tatarów nadwołżańskich i przedstawicieli innych tureckojęzycznych narodów Powołża podczas II wojny światowej.
Batalion został sformowany 1 września 1943 r. w Jedlni w Generalnym Gubernatorstwie. Liczył ponad 870 żołnierzy. Na jego czele stanął kpt. Rausch. Oddział wchodził formalnie w skład Legionu Tatarów nadwołżańskich. Z powodu kłopotów związanych z poprzednimi batalionami wołgo-tatarskimi aż do lutego 1944 r. stacjonował w Jedlni, po czym skierowano go na zachodnią część okupowanej Ukrainy. Nie został jednak dopuszczony do działań bojowych ze względu na niskie morale żołnierzy. Wykonywał jedynie zadania ochronne. Według części źródeł 29 sierpnia tego roku batalion rozwiązano. Zgodnie z innymi przekazami latem 1944 r. przeniesiono go w rejon Częstochowy, gdzie ochraniał okoliczną linię kolejową. Miało z niego wówczas zdezerterować ok. 100 legionistów, którzy wstąpili do sowieckiego oddziału partyzanckiego I. Batowa. W tej sytuacji oddział miał być przerzucony do okupowanej południowej Francji.